# Huejutla
Huejutla de Reyes ist eine Stadt im Norden des Bundesstaates Hidalgo in Mexiko, 217 km nördlich von Pachuca de Soto in der Sierra Madre Oriental. Sie hat 40.000 Einwohner und ist Sitz des Municipio Huejutla de Reyes und des Bistums Huejutla. Es herrscht tropisches Klima.

## Geschichte
Die Stadt wurde im Jahr 671 von den Tolteken besiedelt. Im Jahre 1407 geriet die einheimische Bevölkerung unter die Herrschaft der Metztitlán. 1471 wurde die Stadt von den Azteken unter Axayacatl erobert.
Im Jahr 1519 sandte der spanische Konquistador Francisco de Garay eine Expedition unter der Führung von Alonso Álvarez de Pineda in das Gebiet am Río Pánuco und entdeckte Huejutla. Allerdings konnte er die Stadt nicht erobern und scheiterte. Lange wehrten sich die Einwohner gegen die Spanier. Im Jahre 1522 wurden sie jedoch von Hernán Cortés geschlagen und das Gebiet in seinen Machtbereich eingegliedert.  
Am 4. Oktober 1824, als der Staat Mexiko gegründet wurde, wurde Huejutla ein Teil desselben, bis 1866 Hidalgo begründet wurde. Im selben Jahr wurde die Stadt von den französischen Invasoren Mexikos belagert. Antonio Reyes Cabrera ("El Tordo") organisierte die Verteidigung und wurde während der Kämpfe getötet. Von ihm hat die Stadt ihren Beinamen "de Reyes".